# Sabotage (1936)
Sabotage (Brasil: O Marido Era o Culpado / Portugal: À 1 e 45), é um filme britânico de 1936, do gênero suspense, dirigido por Alfred Hitchcock. O filme é baseado no livro The Secret Agent de Joseph Conrad.

## Sinopse
A mulher de um gerente de cinema suspeita que o marido esteja cometendo sabotagens em Londres. Suas suspeitas aumentam quando seu irmão é vítima de um atentado.

## Elenco
- Sylvia Sidney .... Sra. Verloc
- Oskar Homolka .... Karl Anton Verloc
- Desmond Tester .... Steve
- John Loder .... sargento Ted Spencer
- Joyce Barbour .... Renee
- Matthew Boulton .... superintendente Talbot
- S.J. Warmington .... Hollingshead
- William Dewhurst .... professor